# Stanisław Pruski
Stanisław Pruski (ur. 30 kwietnia 1927 w Tomaszowie Mazowieckim, zm. 2 lipca 2017) – polski fizyk, doktor habilitowany, wieloletni pracownik Instytutu Fizyki Uniwersytetu Mikołaja Kopernika w Toruniu (UMK).

## Życiorys
W 1947 ukończył I Liceum Ogólnokształcące w Słupsku i rozpoczął studia fizyczne, które ukończył natomiast w 1952. W latach 1952–1954 pracował jako nauczyciel, zaś od 1954 aż do przejścia na emeryturę związany był zawodowo z UMK. Na podstawie pracy „Funkcje X Diraca i rozwinięcia asymptotyczne funkcji specjalnych fizyki matematycznej”, którą wykonał pod kierunkiem prof. Jerzego Rayskiego, uzyskał w  1960 stopień doktora nauk fizycznych. Rozprawa „Wielostanowe rozszerzenie metody Hartree-Slatera-Focka” była podstawą nadania mu stopnia doktora habilitowanego (1967). W latach 1969–1989 kierował kilkoma zakładami, a w latach 1970–1971 był wicedyrektorem Instytutu Fizyki UMK. Należał do współtwórców i redaktorów czasopisma naukowego „Reports on Mathematical Physics”.